# Orasemorpha pyttalus
Orasemorpha pyttalus är en stekelart som först beskrevs av Walker 1846.  Orasemorpha pyttalus ingår i släktet Orasemorpha och familjen Eucharitidae. Inga underarter finns listade i Catalogue of Life.